# Marinekabinett
Das Marinekabinett war eine Behörde im deutschen Kaiserreich, die für die Bearbeitung der Personalien und Kommandierungen der Seeoffiziere, Seekadetten, Marineinfanterieoffiziere, Marineingenieure, Marine-, Zeug-, Feuerwerks- und Torpedooffiziere der Kaiserlichen Marine zuständig war. Es wurde am 1. April 1889 geschaffen. Konzipiert als Büro zur Ausübung der Kommandogewalt in maritimen Angelegenheiten, entwickelte es sich in der Praxis zur entscheidenden Behörde in Personalangelegenheiten der Marineoffiziere. Es war als Immediatbehörde dem Kaiser direkt unterstellt, unterlag also nicht der Verantwortlichkeit gegenüber dem Parlament.
Chef des Marinekabinetts war ein höherer Marineoffizier, der gleichzeitig Generaladjutant  des Kaisers war. Erster Chef des Marine-Kabinetts von 1889 bis 1906 war Admiral Freiherr Gustav von Senden-Bibran. Sein Nachfolger bis Oktober 1918 wurde Admiral Georg Alexander von Müller. Ab November 1918 hatte Admiral Adolf von Trotha die Position bis zur Umwandlung der Dienststelle Ende 1918 inne.
Dem Marinekabinett des Deutschen Kaisers entsprach für die Landstreitkräfte das Militärkabinett des preußischen Königs.
Am 28. Oktober 1918 wurde das Marinekabinett dem Staatssekretär des Reichsmarineamtes unterstellt und im Dezember 1918 in das Personalamt im Reichsmarineamt umgewandelt.